# الرجل المجهول (فلم)
الرجل المجهول  فيلم دراما وجريمة وإثارة وتشويق مصري للمخرج محمد عبد الجواد عام 1965، عن قصة شعبان منصور عامر  وكتب السيناريو والحوار كامل عبد السلام  مع المخرج محمد عبد الجواد. الفيلم من بطولة زيزي البدراوي، صلاح قابيل، محمود المليجي، سلوى محمود، كمال حسين، وعزت العلايلي  وتدور الأحداث حول سارق رواد البنوك الذي يصادف، أثناء متابعة أحد ضحاياه، محاولة اغتصاب سيدة ويسارع بالتدخل لنجدتها فيتحول الموقف إلى جريمة قتل.
صدر الفيلم إلى دور العرض المصرية في 27 يناير 1965.
منح موقع قاعدة بيانات الأفلام على الإنترنت (IMDB) الفيلم درجة 5.4/ 10.
منح موقع قاعدة بيانات الأفلام العربية «السينما.كوم» الفيلم درجة 6.1/ 10.

## القصة
يعيش رشوان خليفة (عزت العلايلي) ابن العمدة (إبراهيم الشامي) حياة ماجنة معتمداً على جبروت وثروة أبيه العمدة، وعندما يتقدم للزواج من سعدية (سلوى محمود) يرفضه أخيها حامد (صلاح قابيل) ويفضل تزويجها من الرجل الصالح ميسور الحال عبد الوهاب (كمال حسين). يعلم رشوان أن حامد يريد الزواج من صفية (زيزي البدراوي) ابنة عم سليمان (زكي إبراهيم) صاحب الطاحونة، ويقرر الانتقام من حامد وحرمانه من صفية، ويتقدم هو للزواج منها، ويستغل حاجة عم سليمان للمال، وأنه مديون للعمدة. يعلم عم سليمان أن رشوان فاسد، ولن يصون ابنته صفيه، فيماطل العمدة ولكنه يوافق تحت ضغط الديون. يسارع حامد لمنزل صفية ويعرض عليها الهرب والزواج في البندر.
يعيش أحمد الهوا (محمود المليجي)، وهو سمكري سابق، ويرعى الدته الضريرة، كما يرعى شقيقته الأرملة وصغارها، ويحترف سرقة رواد البنوك، وعندما يشاهد عبد الوهاب يصرف شيك ويحصل على مبلغ كبير، يتبعه حتى بيته ويشاهده يسلم النقود لزوجته سعديه، وعندما يغادر عبد الوهاب بيته يحاول الهوا التسلل غير أنه يسمع دقات على الباب، ويشاهد رشوان، ابن العمدة، الذي يستغل خروج عبد الوهاب ليراود سعدية عن نفسها وعندما تصده وتنهره يحاول اغتصابها تحت تهديد المطواة الأبيض، يتدخل الهوا لإنقاذ سعدية ويضرب رشوان الذي يسقط فوق المطواة ويفارق الحياة. يقوم الهوا بحمل الجثة وإلقائها بجوار منزل عم سليمان حيث يقام حفل زفاف صفية على رشوان، ويعود بالقطار إلى البندر. يتم إكتشاف الجثة، ويتهام حامد بالقتل خصوصا وأنه سبق له تهديد رشوان بالقتل إذا تقدم للزواج من صفية. يرفض حامد البوح بمكان تواجده أثناء ارتكاب الجريمة، حتى لا يفضح صفية. تذهب سعدية لمقابلة الهوا، لإنقاذ أخيها، ولكنه يرفض الاعتراف حتى لا يتهم بالقتل. تصارح سعدية زوجها عبد الوهاب بما حدث، ولكنه يرفض تقدمها بالشهادة تجنبا للفضيحة، ولكن صفية تعترف أمام المحكمة بأن حامد كان معها، ولكن حامد يكذبها حتى يتجنب فضيحتها، وحتى لا تأخذ المحكمة بشهادتها، ويعترف بأنه القاتل، ولكنه يعجز عن تقديم أداة الجريمة. يأتي العمدة بشاهد زور من اتباعه، ليثبت الإتهام على حامد، الذي نال حكماً بالإعدام، وتتوجه سعدية ومعها صفية لمنزل الهوا مرة أخرى لإنقاذ حامد ولكن الهوا يرفض، خوفا على أهله، غير أن والدته تظن أن الهوا على علاقة مع سعدية، وتطلب منه تصحيح خطأه. يستيقظ ضمير الهوا ويتوجه للنيابة ويعترف بما حدث، ويرشد النيابة عن مكان السلاح المستخدم في القتل، وتتعهد سعدية برعاية أسرة الهوا، ويتم الإفراج عن حامد الذي يتزوج من صفية.

## طاقم التمثيل
- زيزي البدراوي: في دور صفية سليمان

- صلاح قابيل: في دور حامد خير الله

- سلوى محمود: في دور سعدية خير الله (شقيقة حامد)

- محمود المليجي: في دور أحمد الهوا

كمال حسين: في دور عبد الوهاب (زوج سعدية)
- عزت العلايلي: في دور رشوان خليفة (ابن العمدة)

- إبراهيم الشامي: في دور خليفة (العمدة)

- نظيم شعراوي: في دور المحامي

- شوقي بركة:[17] في دور وكيل النيابة

زكي إبراهيم: في دور عم سليمان (والد صفية)
- محسن حسنين: في دور بهي

- حسين إسماعيل: في دور نويرة

- حسام صالح:[18] في دور عزوز عبد الباسط

- عبد الغني النجدي: في دور ششتاوي (غفير العمدة)

- سوزي خيري: في دور راقصة الخمارة

- محمود لطفي:[19] في دور حسنين حجاب (خادم العمدة)

- فتحية علي: في دور والدة أحمد الهوا

- سامية محسن: في دور جارة صفية

- مدحت راتب:[20] في دور خليل

- عباس رحمي: في دور القاضي

- إبراهيم قدري:[21] في دور رجل البنك

- أحمد عامر:[22] في دور نشال

- زكي محمد حسن: في دور عسكري السجن

- إبراهيم حشمت: في دور واعظ السجن

- صالح الإسكندراني: في دور فراش مكتب وكيل النيابة

- سيد عبد الله: في دور سيد (جرسون الخمارة)

- علي كامل:[23] في دور أحد رواد الخمارة

- أحمد بالي: في دور عضو اليسار في المحكمة

- عباس الدالي: في دور الحلاق [24][25]

## روابط خارجية
- الرجل المجهول على موقع IMDb (الإنجليزية)
- الرجل المجهول على موقع الدهليز
- الرجل المجهول على موقع قاعدة بيانات الأفلام العربية
- الرجل المجهول على موقع قاعدة بيانات الفيلم (الإنجليزية)
- الرجل المجهول على موقع ليتربوكسد (الإنجليزية)
- الرجل المجهول على موقع الدهليز
- الرجل المجهول على موقع كاروهات

https://www.themoviedb.org/movie/972260 الرجل المجهول (فيلم)
https://letterboxd.com/film/the-unknown-man-1965/ الرجل المجهول (فيلم)
https://www.pinterest.com/pin/415105290635834406/ الرجل المجهول (فيلم)
https://www.csfd.cz/film/382090-rajul-el-maghul-el/hraji/ الرجل المجهول (فيلم)